# Gaza
Gaza (tiếng Ả Rập: غزة Ġazzah, phát âm tiếng Ả Rập: [ˈɣazːa], tiếng Hebrew: עזה Azza phát âm tiếng Hebrew: [ˈ(ʕ)aza]), cũng được gọi là Thành phố Gaza, là một thành phố của người Palestine ở Dải Gaza, thành phố có khoảng 450.000 người và là thành phố lớn nhất Palestine. Con người đã định cư tại khu vực thành phố ngày nay ít nhất là từ thế kỷ 15 TCN,
Trong suốt lịch sử của mình, Gaza từng do một vài nhóm người và đế chế khác nhau thống trị. Philistine từng biến thành phố trở thành một trong pentapolis của mình sau khi những người Ai Cập cổ đại đã thống trị được gần 350 năm. Dưới thời La Mã và Byzantine, Gaza đã trải qua một thời kỳ tương đối hòa bình và cảng của Gaza từng trở nên hưng thịnh. Năm 635 SCN, Gaza trở thành thành phố đầu tiên tại Palestine bị quận Rashidun chiếm đoạt và nhanh chóng phát triển thành một trung tâm của giáo luật Hồi giáo. Tuy nhiên, khi quân Crusades xâm lược, thành phố đã bị phá hủy. Những thế kỷ sau đó, Gaza đã phải trải qua một số thử thách—từ các cuộc tấn công bất ngờ của Đế quốc Mông Cổ cho đến nạn lụt lội và châu chấu, khiến cho thành phố sa sút và chỉ còn là một ngôi làng trong thế kỷ 16 khi nó bị sáp nhập vào Đế chế Ottoman. Trong nửa đầu của thời kỳ Ottoman kiểm soát, triều đại Ridwan đã kiểm soát Gaza và thành phố đã bắt đầu một thời kỳ thương mại và hòa bình phát triển nhất.
Suốt lịch sử của mình, Gaza chưa từng được tự trị hay độc lập. Gaza đã rơi vào tay Quân đội Anh trong Thế chiến I, rồi trở thành một phần của Ủy trị Palestine thuộc Anh. Sau cuộc chiến Ả Rập-Israel năm 1948, Ai Cập đã cai quản lãnh thổ Dải Gaza và một số cải thiện đã được hứa hẹn. Tuy nhiên, Gaza đã bị Israel chiếm được trong Chiến tranh 6 ngày vào năm 1967, nhưng năm 1993, thành phố đã được trao lại cho Hội đồng Dân tộc Palestine. Sau cuộc bầu cử năm 2006, xung đột vũ trang giữa 2 nhóm Palestine Fatah và Hamas đã dẫn đến việc thành phố bị phong tỏa bởi Israel và Ai Cập
Hoạt động kinh tế chính tại Gaza là các ngành công nghiệp nhỏ, nông nghiệp và lao động trí óc. Tuy nhiên, nền kinh tế đã bị tàn phá do lệnh phong tỏa cũng như những vụ xung đột xảy ra thường xuyên. Hầu hết cư dân Gaza theo Hồi giáo và một phần nhỏ theo Thiên Chúa giáo. Gaza có dân số rất trẻ với gần 75% dân số dưới 25 tuổi và thành phố nay là một trong những nơi có mật độ dân số cao nhất trên thế giới

## Tên gọi
Theo nhà địa lý người Israel Zev Vilnay, tên gọi "Gaza,"xuất phát từ tiếng Ả Rập"Ġazza", có nguồn gốc xa hơn từ tiếng Canaanite/Hebrew cổ nghĩa là"kiên cố"(ʿzz), và đã được giới thiệu vào tiếng Ả Rập qua tiếng Do Thái (Hebrew),"ʿazzā", tức là."pháo đài". Theo Mariam Shahin, người Canaan đã đặt tên cho mình là Gaza, người Ai Cập cổ đại gọi là "Ghazzat"("thành phố được quý trọng"), và người Ả Rập cổ thường đế cập tới là"Ghazzat Hashim", theo tên Hashim, cụ của đấng tiên tri Muhammad, người đã được chôn cất tại thành phố này, theo như kinh thánh Hồi giáo.

## Khí hậu
| Dữ liệu khí hậu của Gaza                | Dữ liệu khí hậu của Gaza | Dữ liệu khí hậu của Gaza | Dữ liệu khí hậu của Gaza | Dữ liệu khí hậu của Gaza | Dữ liệu khí hậu của Gaza | Dữ liệu khí hậu của Gaza | Dữ liệu khí hậu của Gaza | Dữ liệu khí hậu của Gaza | Dữ liệu khí hậu của Gaza | Dữ liệu khí hậu của Gaza | Dữ liệu khí hậu của Gaza | Dữ liệu khí hậu của Gaza | Dữ liệu khí hậu của Gaza |
| Tháng                                   | 1                        | 2                        | 3                        | 4                        | 5                        | 6                        | 7                        | 8                        | 9                        | 10                       | 11                       | 12                       | Năm                      |
| --------------------------------------- | ------------------------ | ------------------------ | ------------------------ | ------------------------ | ------------------------ | ------------------------ | ------------------------ | ------------------------ | ------------------------ | ------------------------ | ------------------------ | ------------------------ | ------------------------ |
| Trung bình ngày tối đa °C (°F)          | 18.3 (64.9)              | 18.9 (66.0)              | 21.1 (70.0)              | 24.4 (75.9)              | 27.2 (81.0)              | 29.4 (84.9)              | 30.6 (87.1)              | 31.7 (89.1)              | 30.6 (87.1)              | 28.9 (84.0)              | 25.0 (77.0)              | 20.6 (69.1)              | 25.6 (78.1)              |
| Tối thiểu trung bình ngày °C (°F)       | 9.4 (48.9)               | 10.0 (50.0)              | 11.6 (52.9)              | 13.8 (56.8)              | 16.4 (61.5)              | 19.5 (67.1)              | 21.4 (70.5)              | 22.2 (72.0)              | 20.5 (68.9)              | 17.7 (63.9)              | 14.5 (58.1)              | 11.6 (52.9)              | 15.7 (60.3)              |
| Lượng Giáng thủy trung bình mm (inches) | 104 (4.1)                | 76 (3.0)                 | 30 (1.2)                 | 13 (0.5)                 | 3 (0.1)                  | 1 (0.0)                  | 0 (0)                    | 1 (0.0)                  | 3 (0.1)                  | 18 (0.7)                 | 64 (2.5)                 | 81 (3.2)                 | 390 (15.4)               |
| Độ ẩm tương đối trung bình (%)          | 85                       | 84                       | 83                       | 82                       | 84                       | 87                       | 86                       | 87                       | 86                       | 74                       | 78                       | 81                       | 83                       |
| Số giờ nắng trung bình tháng            | 204.6                    | 192.1                    | 241.8                    | 264.0                    | 331.7                    | 339.0                    | 353.4                    | 337.9                    | 306.0                    | 275.9                    | 237.0                    | 204.6                    | 3.288                    |
| Số giờ nắng trung bình ngày             | 6.6                      | 6.8                      | 7.8                      | 8.8                      | 10.7                     | 11.3                     | 11.4                     | 10.9                     | 10.2                     | 8.9                      | 7.9                      | 6.6                      | 9.1                      |
| Nguồn: Arab Meteorology Book            |                          |                          |                          |                          |                          |                          |                          |                          |                          |                          |                          |                          |                          |